# Niclas Burström
Niclas Burström (Jörn, 25 gennaio 1991) è un hockeista su ghiaccio svedese.

## Palmarès

### Mondiali
- 1 medaglia:
  - 1 bronzo (Minsk 2014)